# Malajczukia viridigleba
Malajczukia viridigleba är en svampart som beskrevs av Trappe & Castellano 1992. Malajczukia viridigleba ingår i släktet Malajczukia och familjen Mesophelliaceae.   Inga underarter finns listade i Catalogue of Life.